# KDKA-AM
Koordinaten: 40° 33′ 33,1″ N, 79° 57′ 11″ W

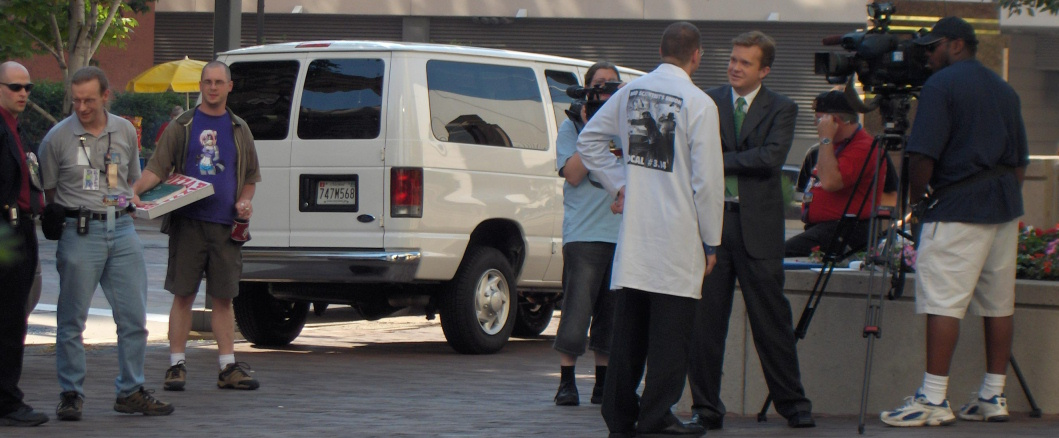
KDKA Media

KDKA-AM ist ein privater Hörfunksender in Pittsburgh, Pennsylvania. Er gehört zu den ältesten Stationen der USA und ist eine sogenannte Clear-Channel-Station. Heute strahlt er das News und Talkformat von CBS Radio News aus.
Der Sender wurde am 2. November 1920 von Westinghouse Electric und ihrem Mitarbeiter Frank Conrad gegründet und wird häufig als das erste Privatradio der USA bezeichnet, weil der Sender weltweit das erste regelmäßige Radioprogramm ausstrahlte. Zuvor wurde bereits am 28. August von WEAF, New York der weltweit erste Werbespot gesendet.
KDKA gehört heute zu CBS Radio, das auch den Ultrakurzwellen-Sender KDKA-FM betreibt. KDKA-AM strahlt auf 1020 kHz als Clear-Channel-Station mit 50 kW ab. Der Sender nutzt die HD-Radio-Technik und überträgt als HD2 KDKA-FM.
Die Studios befinden sich in der CBS Radio Pittsburgh Facility am Foster Plaza in Green Tree. Die Sendeanlage steht in Allison Park.

## Sender
Tagsüber wird der Sender in Zentral- und West-Pennsylvania gehört, genauso wie in Teilen von Ohio, West Virginia und New York, sowie der kanadischen Provinz Ontario. Nachts ist KDKA an der gesamten Ostküste der Vereinigten Staaten zu hören.